# Canada Open 1996
Il Canada Open 1996 (conosciuto anche come du Maurier Open per motivi di sponsorizzazione) è stato un torneo di tennis giocato sul cemento. È stata la 106ª edizione del Canada Open, che fa parte della categoria Super 9 nell'ambito dell'ATP Tour 1996, e della categoria Tier I nell'ambito del WTA Tour 1996. Il torneo femminile si è giocato al du Maurier Stadium di Montréal dal 19 al 25 agosto 1996, quello maschile al National Tennis Centre di Toronto dal 5 all'11 agosto 1996.

## Campioni

### Singolare maschile
Wayne Ferreira ha battuto in finale  Todd Woodbridge con il punteggio di 6–2, 6–4.

### Singolare femminile
Monica Seles ha battuto in finale  Arantxa Sánchez Vicario con il punteggio di 6–1, 7–6(2).

### Doppio maschile
Patrick Galbraith /  Paul Haarhuis hanno battuto in finale  Mark Knowles /  Daniel Nestor con il punteggio di 7–6, 6–3.

### Doppio femminile
Larisa Neiland /  Arantxa Sánchez Vicario hanno battuto in finale  Mary Joe Fernández /  Helena Suková con il punteggio di 7–6 6–1.